# Dásipo
Dásipo (Dasypus) é um gênero de tatu da família dos dasipodídeos (dasypodidae).

## Espécies
- Dasypus hybridus (Desmarest, 1804)
- Dasypus kappleri Krauss, 1862
- Dasypus novemcinctus Linnaeus, 1758
- Dasypus pilosus (Fitzinger, 1856)
- Dasypus sabanicola Mondolfi, 1968
- Dasypus septemcinctus Linnaeus, 1758
- Dasypus yepesi Vizcaino, 1995